# Logo Anseba (district)
Pour la ville, voir Logo Anseba.
Logo Anseba est un district de la région Gash-Barka de l'Érythrée. La principale ville et capitale de ce district est Logo Anseba. 
Logo Anseba